# NGC 5813
NGC 5813 (również PGC 53643 lub UGC 9655) – galaktyka eliptyczna (E1), znajdująca się w gwiazdozbiorze Panny. Została odkryta 24 lutego 1786 roku przez Williama Herschela.

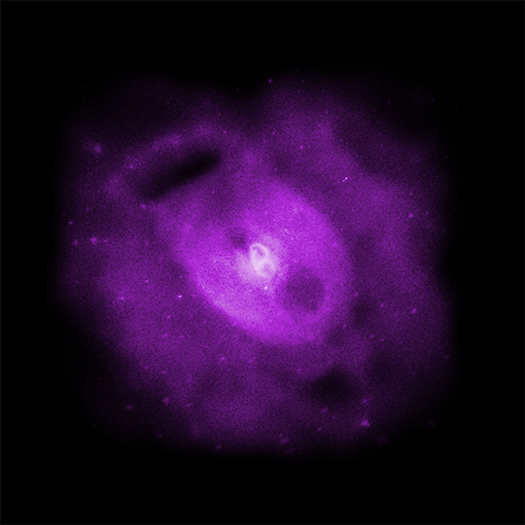
Galaktyka w zakresie rentgenowskim (teleskop kosmiczny Chandra)

NGC 5813 to galaktyka z aktywnym jądrem typu LINER. Należy do grupy galaktyk NGC 5846.